# 共和村 (長野県)
共和村（きょうわむら）は、1954年まで長野県川中島平の西縁部に存在した村。
山の中腹にある新田集落を除くと、ほぼ長野県道383号犀口下居返線に沿って集落が発達し、街村をなしている。
本項では発足時の名称である岡田村（おかだむら）についても述べる。

## 地理
- 河川：岡田川（千曲川支流）、犀川（一級河川）
- 山野: 茶臼山、中尾山

## 歴史
- 1889年（明治22年）4月1日 - 町村制施行により、岡田村・小松原村の区域をもって岡田村が発足。
- 1890年（明治23年）5月17日 - 岡田村が改称して共和村となる。
- 1954年（昭和29年）7月1日 - 篠ノ井町と合併し、改めて篠ノ井町が発足。同日共和村廃止。

## 産業
- 2大字を編成
  - 小松原（犀口、北組、中組、南組、段ノ原）
  - 岡田（新田、本組、古町、中町、南町、深町、大門、築地

## 交通
- 岡田小松原道
- 犀口下居返線
- 大町街道
- 小松原川中島停車場線

## 名所・旧跡・観光スポット・祭事・催事
- 光林寺裏山遺跡
- 湯沢尻遺跡
- 中尾山遺跡
- 寺内遺跡
- 新田遺跡
- 中尾山温泉（単純硫黄泉の鉱泉）
- 戦没者の慰霊祭（昭和22年4月20日に光林寺参道に奉安殿を移す）

## 災害
- 小松原の火災。1926年（大正15年）4月20日。焼失戸数154戸。焼失建物数494棟。
- 茶臼山の地すべり。